# Partito Democratico del Lavoro (Romania)
Il Partito Democratico del Lavoro (in romeno: Partidul Democrat al Muncii, PDM) è stato un 
partito politico romeno presente in parlamento tra il 1990 e il 1992.

## Storia
In seguito alla rivoluzione romena del 1989 che rovesciò il regime di Nicolae Ceaușescu il potere fu assunto ad interim da un governo provvisorio, il Consiglio del Fronte di Salvezza Nazionale (CFSN), che il 31 dicembre 1989 emanò il decreto di abolizione del partito unico, consentendo la formazione di nuovi partiti politici. Tra le nuove numerose esperienze che si richiamavano alla socialdemocrazia moderna, vi fu anche il Partito Democratico del Lavoro (PDM), che fu iscritto al registro dei partiti politici del tribunale di Bucarest il 26 febbraio 1990.
Il PDM si organizzò per partecipare alle prime libere elezioni postrivoluzionarie del maggio 1990, riuscendo con lo 0,38% dei voti ad ottenere un seggio alla camera dei deputati, assegnato a Vasile Bărbat, eletto nel distretto di Timiș
La scarsa rilevanza politica del partito, tuttavia, fece sì che una sua parte si avvicinasse al Partito Socialista Romeno di Ilie Verdeț, associazione non registrata ufficialmente presso le autorità, che si dichiarava apertamente nostalgica del recente passato comunista del paese. La confluenza tra la fazione del PDM e la formazione di Verdeț alla fine portò alla nascita del Partito Socialista del Lavoro (PSM).
Nel 1991 il PDM fece parte di un'effimera alleanza di centro sinistra insieme ad altri gruppi minori (Partidul Social-Democrat Independent, Partidul Cooperatist, Partidul Român pentru o Nouă Societate e Partidul Laburist Român) che non condusse a risultati elettorali concreti. L'anno successivo, dopo una pessima performance elettorale mostrata in occasione delle elezioni amministrative (con un solo consigliere eletto), alle legislative si fermò appena allo 0,04%, senza ottenere alcun seggio.
Il 24 ottobre 1994, quindi, nell'ambito dell'alleanza socialdemocratica promossa nel luglio 1993 dal Partito Democratico (PD) di Petre Roman, il PDM confluì interamente nel partito maggiore.

## Risultati elettorali
| Elezione          | Elezione | Voti   | %    | Seggi   |
| ----------------- | -------- | ------ | ---- | ------- |
| Parlamentari 1990 | Camera   | 52.595 | 0,38 | 1 / 396 |
| Parlamentari 1990 | Senato   | 44.360 | 0,32 | 0 / 119 |
| Parlamentari 1992 | Camera   | 3.931  | 0,04 | 0 / 341 |
| Parlamentari 1992 | Senato   | 2.933  | 0,03 | 0 / 143 |